# Kanton Rambouillet
Kanton Rambouillet (fr. Canton de Rambouillet) je francouzský kanton v departementu Yvelines v regionu Île-de-France. Skládá se z 18 obcí.

## Obce kantonu
- Auffargis
- La Boissière-École
- Les Bréviaires
- Émancé
- Les Essarts-le-Roi
- Gambaiseuil
- Gazeran
- Hermeray
- Mittainville
- Orcemont
- Orphin
- Le Perray-en-Yvelines
- Poigny-la-Forêt
- Raizeux
- Rambouillet
- Saint-Hilarion
- Saint-Léger-en-Yvelines
- Vieille-Église-en-Yvelines